# Фурсов Євген Олександрович
Євге́н Олекса́ндрович Фу́рсов (20 серпня 1975 — 23 лютого 2019) — молодший сержант Збройних сил України, учасник російсько-української війни.

## Життєпис
Народився 20 серпня 1975 року. Жив у Дружківці, працював на Дружківському машинобудівному заводі (мав фах електрозварювальника).
Проходив строкову службу в прикордонних військах. 
Восени 2018 року підписав контракт, пішов до 122-го окремого аеромобільного батальйону 81-ї окремої аеромобільної бригади ЗСУ, який дислокується в Дружківці.
Загинув 23 лютого 2019 року внаслідок прямого влучання ПТКР в укріплення на позиціях ЗСУ біля с. Чермалик (Приморський напрямок).
Похований 26 лютого у Дружківці. Залишилась батьки, брат, дружина і донька.

## Вшанування
- Вшановується в меморіальному комплексі «Зала пам'яті», в щоденному ранковому церемоніалі 23 лютого[2][3].